# بارز العرف
بارِز العُرف (الاسم العلمي: Lophophanes)، جنس طيور صغيرة من الفصيلة القرقفية. اسم الجنس مشتق من اليونانية القديمة lophos «عُرف» و phaino «ظاهر، بارِز».
يحتوي الجنس على الأنواع التالية:
| الصورة | الاسم العلمي          | الاسم الشائع       | التوزيع          |
| ------ | --------------------- | ------------------ | ---------------- |
|        | Lophophanes cristatus | قرقف أوروبي ذو عرف | وسط وشمال أوروبا |
|        | Lophophanes dichrous  | قرقف رمادي ذو عرف  | جنوب وسط الصين   |